# Wurfrahmen 40

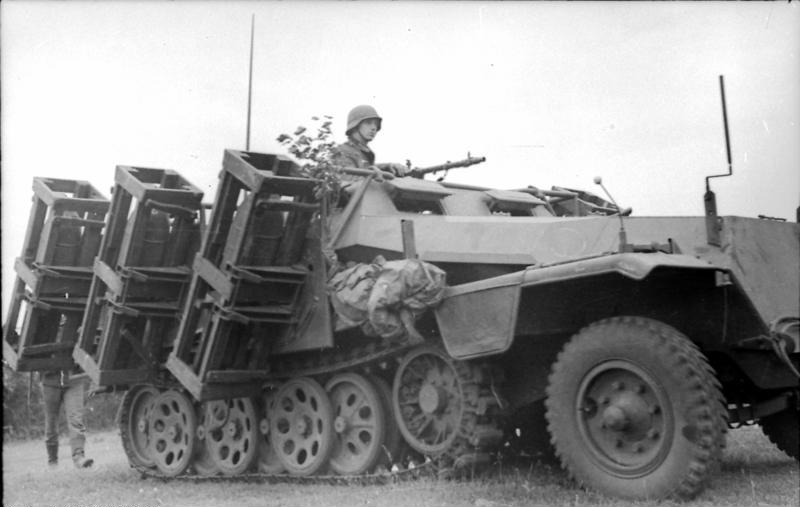
Pojazd Sd.Kfz.251 z wyrzutnią rakietową Wurfrahmen 40

28/32 cm schwerer Wurfrahmen 40 – niemiecka wieloprowadnicowa wyrzutnia rakietowa z okresu II wojny światowej, przeznaczona do montażu na pojazdach półgąsienicowych Sd.Kfz.251. Broń składała się z sześciu wyrzutni skrzyniowych, mocowanych na obu burtach pojazdu. Amunicję stanowiły pociski burzące kalibru 280 mm lub zapalające kalibru 320 mm.